# Ad Dawhah
Ad Dawhah (arabo: الدوحة) è una municipalità del Qatar di 796 947 abitanti. Il suo capoluogo è la capitale del paese, Doha.

## Geografia
Ad Dawhah si trova nella regione centro orientale del Qatar, confina con la municipalità di Al Wakrah a sud, con il municipio di Al Rayyan a ovest, con la municipalità di Al Daayen a nord e con Umm Salal a nord-ovest.

Mappa delle Municipalità del Qatar

## Amministrazione

### Distretti e insediamenti
| Insediamenti o distretti   | Superficie (km2) | Popolazione (2010) | Densità demografica (abitante/km2) |
| -------------------------- | ---------------- | ------------------ | ---------------------------------- |
| Al Assiry                  |                  |                    |                                    |
| Al Bidda                   | 0,8 km²          | 1,067              | 1,398.0/km²                        |
| Al Dafna                   | 1,1 km²          | 19                 | 17.7/km²                           |
| Ad Dawhah al Jadidah       | 0,5 km²          | 13,059             | 27,358.5/km²                       |
| Al Egla                    |                  |                    |                                    |
| Al Hilal                   | 1,8 km²          | 11,257             | 6,393.4/km²                        |
| Al Jasrah                  | 0,4 km²          | 240                | 672.7/km²                          |
| Al Kharayej                |                  |                    |                                    |
| Al Khulaifat               |                  |                    |                                    |
| Al Mansoura                |                  |                    |                                    |
| Al Markhiya                | 2,7 km²          | 5,197              | 1,894.2/km²                        |
| Al Messila                 | 2,1 km²          | 4,716              | 2,253.9/km²                        |
| Al Mirqab                  |                  |                    |                                    |
| Al Najada                  |                  |                    |                                    |
| Al Qassar                  |                  |                    |                                    |
| Al Rufaa                   |                  |                    |                                    |
| Al Sadd                    | 3,5 km²          | 14,113             | 4,015.1/km²                        |
| Al Souq                    | 0,3 km²          | 679                | 2,422.1/km²                        |
| Al Tarfa                   |                  |                    |                                    |
| Al Thumama                 | 7,0 km²          | 16,596             | 2370.8/km²                         |
| Barahat Al Jufairi         |                  |                    |                                    |
| Bin Mahmoud                | 1,8 km²          | 24,172             | 13,428.8/km²                       |
| Dahl Al Hamam              |                  |                    |                                    |
| Doha International Airport | 11,3 km²         | 1,354              | 120.1/km²                          |
| Doha Port                  | 1,5 km²          | 6                  | 4.0/km²                            |
| Duhail                     | 6,8 km²          | 7,059              | 1,031.1/km²                        |
| Fereej Abdul Aziz          | 0,5 km²          | 10,808             | 20,309.5/km²                       |
| Fereej Al Nasr             |                  |                    |                                    |
| Fereej Bin Durham          |                  |                    |                                    |
| Fereej Bin Omran           |                  |                    |                                    |
| Fereej Kulaib              |                  |                    |                                    |
| Fereej Mohammed Bin Jasim  |                  |                    |                                    |
| Hazm Al Markhiya           | 4,2 km²          | 8,856              | 2,030.6/km²                        |
| Industrial Area            | 32,1 km²         | 261,401            | 8,144.0/km²                        |
| Jabal Thuaileb             |                  |                    |                                    |
| Jelaiah                    |                  |                    |                                    |
| Jeryan Nejaima             |                  |                    |                                    |
| Lejbailat                  | 1,4 km²          | 4,024              | 2,850.3/km²                        |
| Lekhwair                   | 0,7 km²          | 3                  | 4.6/km²                            |
| Leqtaifiya                 |                  |                    |                                    |
| Madinat Khalifa North      | 2,4 km²          | 8,246              | 3,400/km²                          |
| Madinat Khalifa South      | 2,6 km²          | 19,821             | 7,600/km²                          |
| Musheireb                  | 0,3 km²          | 14,063             | 43,094.0/km²                       |
| Najma                      | 1,1 km²          | 24,763             | 21,804.4/km²                       |
| New Al Hitmi               |                  |                    |                                    |
| New Al Mirqab              |                  |                    |                                    |
| New Salata                 | 3,5 km²          | 15,114             | 4,353.5/km²                        |
| Nuaija                     | 1,2 km²          | 5,604              | 4,536.2/km²                        |
| Old Airport                | 4,7 km²          | 44,275             | 9,413.5/km²                        |
| Old Al Ghanim              | 0,4 km²          | 14,230             | 34,552.8/km²                       |
| Old Al Hitmi               |                  |                    |                                    |
| Onaiza                     | 4,1 km²          | 12,880             | 3,141.4/km²                        |
| Ras Abu Aboud              |                  |                    |                                    |
| Rawdat Al Khail            | 1,7 km²          | 17,219             | 10,343.6/km²                       |
| Rumeilah                   | 1,7 km²          | 1,595              | 938.2/km²                          |
| Salata                     |                  |                    |                                    |
| Umm Ghuwailina             | 1,4 km²          | 26,069             | 18,458.8/km²                       |
| Umm Lekhba                 | 3,1 km²          | 9,871              | 3,145.8/km²                        |
| Wadi Al Banat              |                  |                    |                                    |
| Wadi Al Sail               | 2,2 km²          | 547                | 248.6/km²                          |